# Gilles Mouchon
Gilles Mouchon est un footballeur français, né le 30 septembre 1955 à Calais (Pas-de-Calais), qui jouait au poste de défenseur du milieu des années 1970 jusqu'au milieu des années 1980.

## Biographie
Formé au LOSC Lille, c'est au SC Abbeville qu'il découvre la Division 2 en 1980.
Son principal fait d'armes est de tenir tête au Paris Saint-Germain le 12 mars 1983, lors du 1/16e de finale de Coupe de France, où Abbeville gagne le match retour 1-0 au stade Paul-Delique, après avoir perdu 2-0 à l'aller au Parc des Princes.
Il dispute un total de 214 matchs en Division 2, inscrivant un but.

## Carrière
- 1974-1976 :  : réserve du LOSC Lille (CFA - DH)
- 1976-1987 :  : SC Abbeville (CFA - DH - CFA2 - CFA - Ligue 2)